# Hyldeblomstsaft
Hyldeblomstsaft eller hyldeblomstdrik er en drik fremstillet af et udtræk af blomsterne af almindelig hyld, som traditionelt drikkes i Nordvest-, Mellem- og Sydøsteuropa.
Drikken fremstilles ved at opløse sukker i kogende vand, tilsætte citronsyre og hælde dette over hyldeblomster og citronskiver, hvorefter blandingen trækker i nogle døgn og sluttelig sis.
Hyldeblomstsaft fortyndes gerne med vand før indtagelse; der kan bruges kulsyreholdigt vand, ligesom snaps eventuelt kan tilsættes for at gøre drikken til en slags punch.
I Danmark er hyldeblomstsaft en udpræget sommerdrik og kan i det 21. århundrede også indgå som ingrediens i andre madvarer på denne årstid, således øl, is og kærnemælkskoldskål.
| Mad og drikke | Spire Denne artikel om mad og drikke er en spire som bør udbygges. Du er velkommen til at hjælpe Wikipedia ved at udvide den. |